# Phyllichthys sclerolepis
Phyllichthys sclerolepis és un peix teleosti de la família dels soleids i de l'ordre dels pleuronectiformes.
Viu a les costes centrals del Pacífic Occidental.